# 6 الوشق b
6 الوشق b هو كوكب خارج المجموعة الشمسية يدور حول النجم شبه العملاق 6 الوشق والذي يقع على مسافة تقدر بحوالي 182 سنة ضوئية من الأرض، في كوكبة الوشق. تم اكتشاف هذا الكوكب في 3 يوليو 2008 من قبل ساتو وآخرون، وقد استخدموا مطيافية دوبلر للعثور على تغير سرعة النجم الشعاعية الناجمة عن جاذبية الكوكب خلال مداره.
الحد الأدنى لكتلة الكوكب 24 MJ وفترتة المدارية 899 يوما، أو 2.46 سنة. ونصف قطرة المداري 2.2 وحدة فلكية بانحراف مداري قدرة 134 درجة.

## وصلات خارجية
- Jean Schneider (2011). "Notes for Planet 6 Lyn b". موسوعة الكواكب خارج المجموعة الشمسية. مؤرشف من الأصل في 2020-01-25.
- "6 Lyncis". Exoplanets. مؤرشف من الأصل في 2020-12-24.